# Casper: A Spirited Beginning
Casper: A Spirited Beginning é um filme norte-americano de 1997 dos gêneros infantil e fantasia.

## Elenco
- Steve Guttenberg — Tim Carson
- Brendan Ryan Barrett — Chris Carson
- Lori Loughlin — Sheila Fistergraff
- Rodney Dangerfield — Prefeito Johnny Hunt
- Richard Moll — Diretor Rabie
- Michael McKean — Bill Case
- Shannon Chandler — Jennifer
- Steven Hartman — Brock Lee
- Ben Stein — Grocer
- Brian Doyle-Murray — Mestre de obras Dave
- Edie McClurg — Bibliotecária

### Elenco de voz
- Jeremy Foley — Gasparzinho
- Jim Ward — Espicha
- Jess Harnell — Gordo
- Bill Farmer — Caatinga
- James Earl Jones — Kibosh
- Pauly Shore — Snivel